# Pic Tort
El Pic Tort o Pic de Tort és una muntanya de 2.886,4 metres d'altitud del terme municipal de la Torre de Cabdella, dins del seu terme primitiu, al Pallars Jussà.
Tot i que no és limítrof, forma part de les carenes que delimiten tot el sector nord del terme municipal de la Torre de Cabdella, amb muntanyes que s'aproximen als 3.000 metres. És a ponent del Pic dels Vidals, i al nord de tot el sistema d'estanys d'origen glaciar interconnectats amb l'Estany Gento.
Aquest cim està inclòs al llistat dels 100 cims de la FEEC